# Instytut Polonistyki i Kulturoznawstwa Uniwersytetu Opolskiego

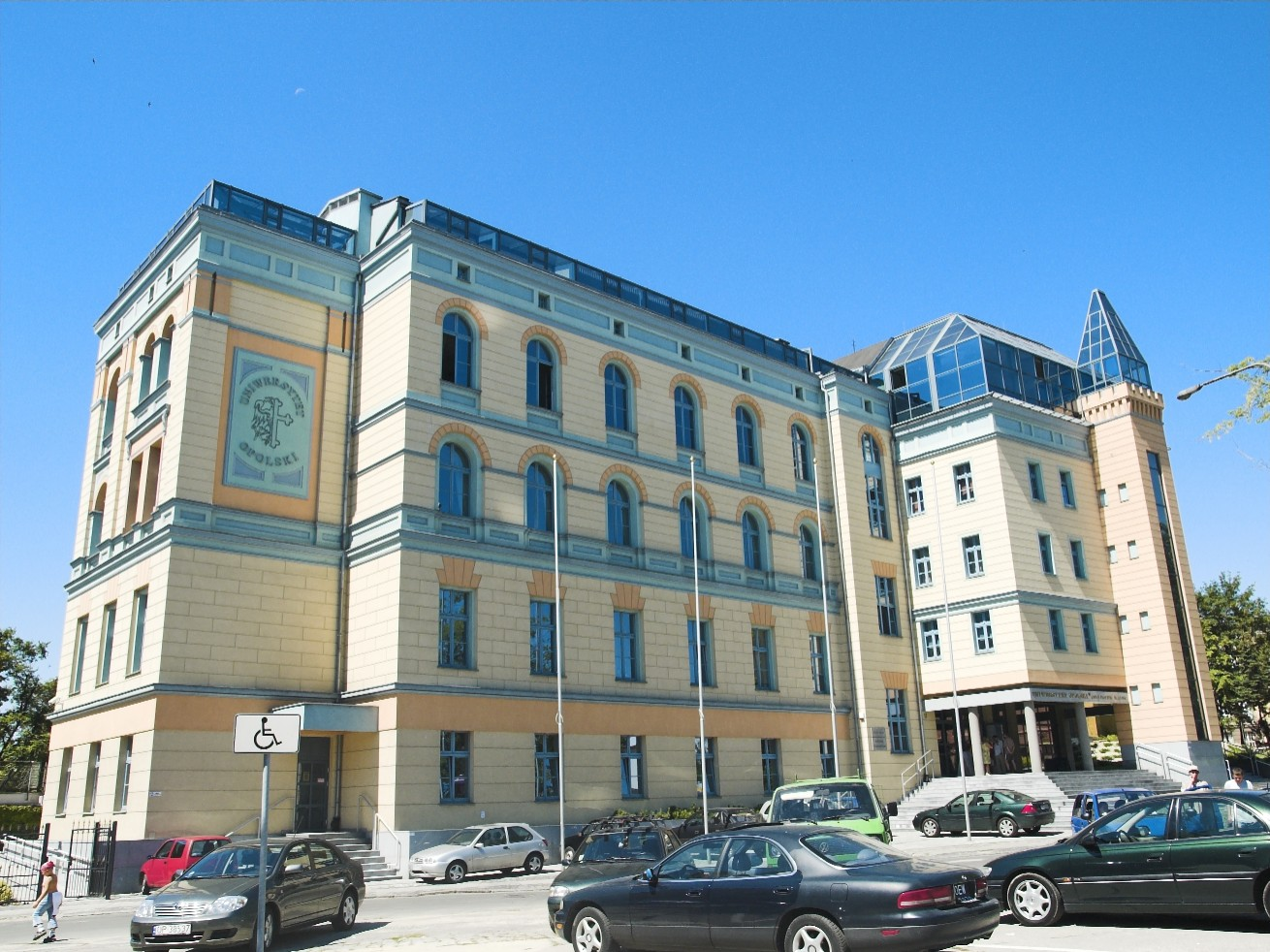
Collegium Maius, siedziba Instytutu Filologii Polskiej UO

Instytut Polonistyki i Kulturoznawstwa Uniwersytetu Opolskiego (IPiK UO) – jednostka dydaktyczno-naukowa należąca do struktur Wydziału Filologicznego Uniwersytetu Opolskiego. Dzieli się na 4 katedr, 3 zakłady i 1 pracownię naukową. Aktualnie zatrudnionych jest 34 pracowników naukowo-dydaktycznych, w tym 9 z tytułem naukowym profesora na stanowisku profesora zwyczajnego, 7 doktora habilitowanego na stanowisku profesora nadzwyczajnego, 6 doktorów habilitowanych na stanowisku adiunkta oraz 12 doktorów będących adiunktami.
Posiada uprawnienia do nadawania stopni naukowych doktora i doktora habilitowanego oraz do wnioskowania o nadanie tytułu naukowego profesora. Prowadzi działalność dydaktyczną i badawczą związaną z językoznawstwem ogólnym i słowiańskim, literaturoznawstwem, historią literatury polskiej, folklorystyką. Instytut oferuje studia stacjonarne I i II stopnia. Siedzibą instytutu jest gmach Collegium Maius Uniwersytetu Opolskiego, mieszczący się przy placu Mikołaja Kopernika 11 w Opolu.
Instytut Polonistyki i Kulturoznawstwa Uniwersytetu Opolskiego powstał jako jedna z pierwszych jednostek organizacyjnych Wyższej Szkoły Pedagogicznej Uniwersytetu Opolskiego (do 1994 roku Wyższej Szkoły Pedagogicznej im. Powstańców Śląskich w Opolu). Jego twórcami byli językoznawcy wywodzący się z wrocławskiego środowiska akademickiego. Pracownicy naukowi instytutu zajmowali też często najważniejsze stanowiska w hierarchii uniwersyteckiej – rektorów: Stanisław Kolbuszewski (1956–1959), Jerzy Pośpiech (1990–1995) oraz prorektorów, wielokrotnie obejmowali też funkcję dziekanów na swoich wydziałach. Instytut początkowo afiliowany był przy Wydziale Filologiczno-Historycznym, od reorganizacji struktur uniwersyteckich w 1996 roku przy Wydziale Filologicznym.

## Władze (2016–2020)
Dyrektor: dr hab. Jolanta Nocoń, prof. UO
Zastępca dyrektora: dr hab. Marek Dybizbański, prof. UO
Zastępca dyrektora: dr Danuta Lech-Kirstein

## Kierunki kształcenia
Instytut kształci studentów w ramach studiów dziennych lub zaocznych na studiach pierwszego stopnia (licencjackich, 3-letnich). Do wyboru są następujące kierunki i specjalizacje:
- filologia polska
  - nauczycielska
  - komunikacja w administracji i urzędach
  - dokumentalistyczno-redaktorska
- kulturoznawstwo
  - animacja kultury
  - performatyka
- filologia z logopedią (nauczycielska)
- filologia – język polski od podstaw z językiem niemieckim

Absolwenci studiów pierwszego stopnia mogą kontynuować naukę w ramach studiów drugiego stopnia (magisterskich uzupełniających, 2-letnich). Do wyboru są następujące kierunki i specjalizacje:
- filologia polska
  - antropologia grup etnicznych
  - literatura europejska:
  - nauczycielska
- kulturoznawstwo
  - antropologia grup etnicznych – Ślązacy
  - edytorstwo multimedialne
  - komunikacja publiczna
  - media cyfrowe
  - turystyka kulturowa

Instytut prowadzi również następujące studia podyplomowe:
- filologia polska – studia dla absolwentów studiów humanistycznych
- nauczanie języka polskiego jako obcego
- język czeski w komunikacji oficjalnej
- logopedia
- nauczanie języka polskiego w szkole
- wiedza o kulturze

## Struktura organizacyjna

### Katedra Historii Literatury, Komparatystyki i Antropologii Literackiej
Kierownik: prof. dr hab. Aneta Mazur
Samodzielni pracownicy naukowi:
- prof. dr hab. Irena Jokiel
- prof. dr hab. Wiesław Olkusz
- dr hab. Sabina Brzozowska-Dybizbańska
- dr hab. Marek Dybizbański

### Pracownia Literatury Epok Dawnych
Kierownik: dr hab. Mirosław Lenart

### Zakład Literatury Współczesnej i Teorii Literatury
Kierownik: prof. dr hab. Elżbieta Dąbrowska

### Katedra Języka Polskiego
Kierownik: prof. dr hab. Bogusław Wyderka
Samodzielni pracownicy naukowi:
- dr hab. Lidia Przymuszała

### Zakład Stylistyki
Kierownik: prof. dr hab. Ewa Malinowska
Samodzielni pracownicy naukowi:
- prof. dr hab. Stanisław Gajda
- dr hab. Dorota Brzozowska

### Studium Kultury i Języka Polskiego dla Obcokrajowców
Samodzielni pracownicy naukowi:
- dr hab. Marzena Makuchowska

### Zakład Polonistyki Stosowanej
Kierownik: dr hab. Jolanta Nocoń
Pracownia Edukacji Kulturowo-Literackiej
Samodzielni pracownicy naukowi:
- dr hab. Bożena Olszewska

Pracownia Edukacji Językowej
Kierownik: dr hab. Jolanta Nocoń
Pracownia Logopedyczna
- dr hab. Grażyna Jastrzębowska

### Katedra Kulturoznawstwa i Folklorystyki
Kierownik: dr hab. Teresa Smolińska
Samodzielni pracownicy naukowi:
- prof. dr hab. Krystyna Kossakowska-Jarosz
- dr hab. Katarzyna Łeńska-Bąk
- dr hab. Dorota Świtała-Trybek

### Katedra Filmu, Teatru i Nowych Mediów
Kierownik: prof. dr hab. Eugeniusz Wilk
Samodzielni pracownicy naukowi:
- dr hab. Janina Hajduk-Nijakowska

## Siedziba
Aktualną siedzibą Instytut Polonistyki i Kulturoznawstwa UO znajduje się w gmachu Collegium Maius przy placu Kopernika 11 w Opolu. Geneza tego budynku sięga XIII wieku, kiedy to na jego miejscu powstał klasztor dominikanów (początkowo drewniany, a od XIV wieku murowany). Obiekt ten przechodził liczne zmiany, przebudowy i rozbudowy w ciągu wieków. Na początku XIX wieku został on przejęty przez władze państwowe, które w latach 1851–1990 umieściły w nim szpital św. Wojciecha. W 1998 roku budynek gruntownie zmodernizowano, pozostawiając tylko zabytkowe ściany na potrzeby dydaktyczne opolskiej uczelni.

## Doktoraty honoris causa UO przyznane z inicjatywy instytutu
- 24 października 1990: Reinhold Olesch
- 18 maja 1995: bp Alfons Nossol
- 10 marca 2000: Tadeusz Różewicz
- 9 marca 2001: Adam Hanuszkiewicz
- 10 marca 2003: Kazimierz Polański
- 10 marca 2003: Michał Głowiński
- 10 marca 2006: Jan Miodek
- 10 marca 2006: Jerzy Janicki
- 10 marca 2008: Dorota Simonides